# 段绪申
段绪申（1939年9月23日—），男，江苏铜山人，中华人民共和国政治人物，曾任中共苏州市委副书记，苏州市人民政府市长，江苏省人民政府秘书长，江苏省政协副主席。